# Akosombo (barragem)
Akosombo é uma barragem construída em 1966 na garganta do Rio Volta para fornecer eletricidade ao Gana. Tem 75 metros de altura e a albufeira que forma é o lago Volta. A pequena cidade de Akosombo, nas proximidades, possui um clube fluvial e um hotel com magníficas vistas sobre a barragem e o lago.